# Chapelle de Marigny
La chapelle de Marigny est un édifice religieux de la commune de Saint-Germain-en-Coglès, dans le département d’Ille-et-Vilaine en région Bretagne.

## Localisation
Elle se trouve au nord-est du département, au nord-ouest de Fougères et à l'ouest du bourg de Saint-Germain-en-Coglès. Elle domine un étang formé par une retenue du moulin de Marigny sur la rivière Loisance, affluent du Couesnon.

## Historique
La chapelle, dédiée à saint Jacques, date de 1573 ; la date est inscrite au-dessus de la porte principale sur la façade ouest.
Elle est inscrite au titre de monument historique depuis le 15 septembre 1937,,.

## Architecture

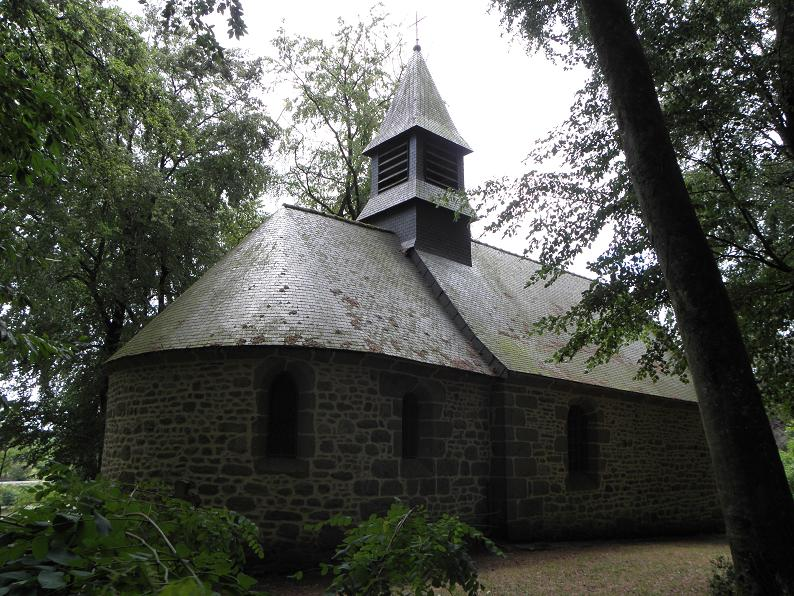
Chevet et façade nord.
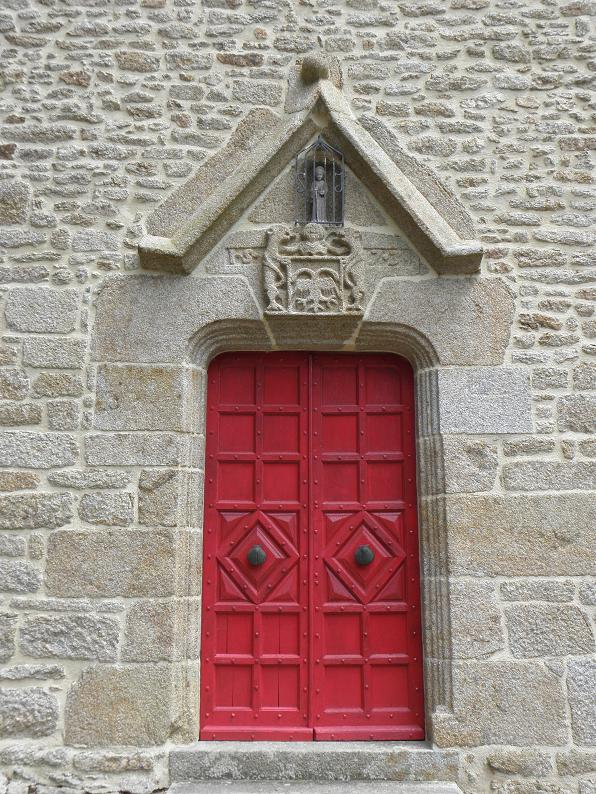
Porte ouest.
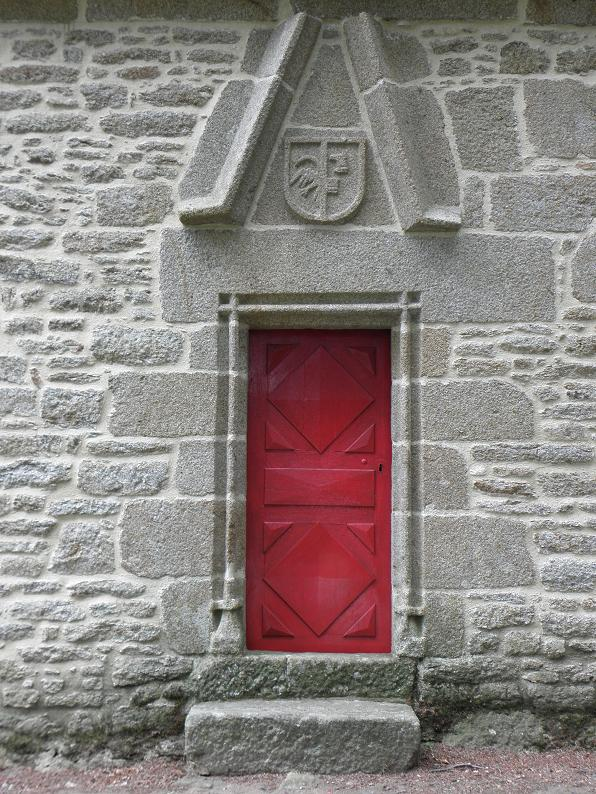
Porte sud.
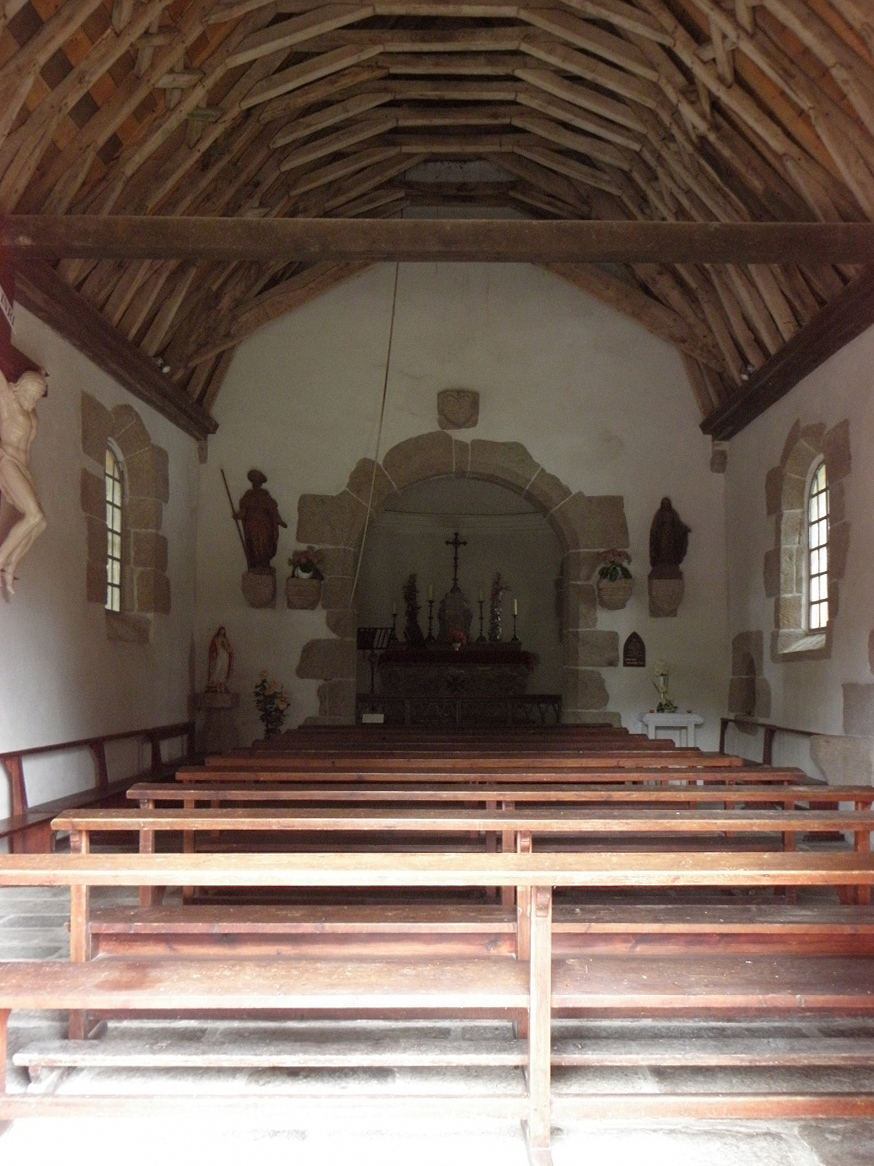
Nef.
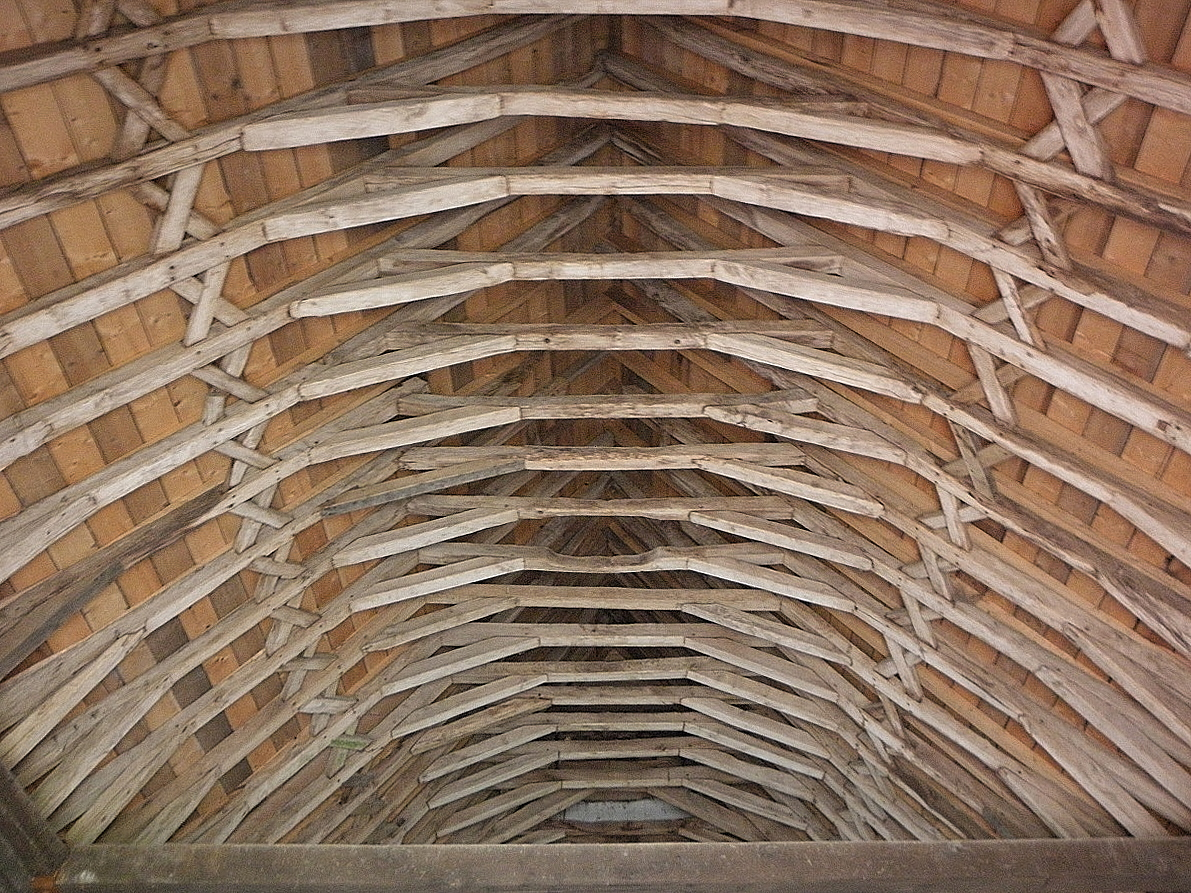
Charpente.